# Hasan Dewran
Hasan Dewran (* 1958 in Tunceli, Türkei) ist ein deutsch-türkischer Schriftsteller, der auf Deutsch, Türkisch und Zazaisch schreibt.

## Leben
Dewran entstammt einer Familie alevitischer Geistlicher. Bereits als Kind begann er mit dem Verfassen von Gedichten. Nach seinem Abitur in der Türkei ging er 1977 in die Bundesrepublik Deutschland und arbeitete nach seinem Studium der Psychologie einige Jahre als Therapeut für die Evangelische Kirche. Seit 1995 ist der Vater dreier Kinder niedergelassener Psychotherapeut mit dem Schwerpunkt Verhaltenstherapie und klinische Hypnose. 
Auf literarischem Gebiet betätigt er sich als Lyriker und Aphoristiker. Schon seine ersten Veröffentlichungen Entlang des Euphrats (1983) oder Tausend Winde – ein Sturm (1988) wurden in den deutschen Medien beachtet. Bisweilen wird Dewrans bildhafte, verdichtete Sprache mit der Nazim Hikmets verglichen. Mit Feuer sei Zarathustra (1992) und Mit Wildnis im Herzen (1998) veröffentlichte der Dichter weitere "Gedichte, Aphorismen und lyrische Märchen". Ungeahnt (2019) ist seine vorerst letzte Buchpublikation. 
Dewrans Gedicht "Das Unwetter der Armut" wurde neben Texten von Autoren wie Erich Fried und Nelly Sachs für den Konzert-Zyklus aus 17 Musikstücken für 2 Blockflöten, Chitarrone, Viola da Gamba und Cembalo und 16 Texten über das Exil "Von der schwarzen Erde dieser Welt" (1992) von dem Komponisten Friedemann Schmidt-Mechau vertont.
Über Texte und Autor wurden auch im Rundfunk und Fernsehen Beiträge gesendet.

## Werk
- Entlang des Euphrat, Gedichte 1983, übersetzt aus dem Türkischen von Claudia Schöning-Kalender, überarb. Neuauflage 1995 bei Brandes & Apsel, Frankfurt/M.
- Tausend Winde – ein Sturm. Gedichte, 1988 Edition Orient, Berlin
- Feuer sei Zarathustra, Gedichte, Aphorismen und ein lyrisches Märchen, 1992 bei Brandes & Apsel, Frankfurt/M.
- Mit Wildnis im Herzen, Gedichte, 1998 bei Brandes & Apsel, Frankfurt/M.
- Hazar Reng - Hazar Veng, Lyrik & Musik in der Zaza-Sprache, Hörbuch-CD. Mit Beispielen in Türkisch gelesen von Gülten Öz, in Deutsch von Bettina Franke. Musikalische Begleitung von Mikail Aslan, Hüseyin Ergüzel, Michael Angierski und Selahattin Cetin. 2001, Brandes & Apsel Verlag, Frankfurt/M.
- Nähe und Ferne, Gedichte und lyrische Texte, Hörbuch-CD, gelesen von Bettina Franke, Musik von Michael Angierski, 2001, Brandes & Apsel, Frankfurt/M.
- Ungeahnt: Gedichte und Aphorismen, 2019, Brandes & Apsel, Frankfurt/M.